# Премия Гаэтано Ширеа
Национальная премия за образцовую карьеру имени Гаэта́но Шире́а (итал. Premio Nazionale Carriera Esemplare «Gaetano Scirea») или просто Премия Ширеа — ежегодная итальянская футбольная награда. Вручается футболистам старше 30 лет, играющим в чемпионате Италии и являющим собой образец достойного поведения и приверженности принципам честной игры. Названа в честь Гаэтано Ширеа (1953—1989), трагически погибшего игрока «Ювентуса» и сборной Италии, известного, помимо футбольного мастерства, своим джентльменским поведением. Лауреат выбирается голосованием итальянских спортивных журналистов.
Учреждена в 1992 году муниципалитетом Чинизелло-Бальсамо в сотрудничестве с Союзом итальянских спортивных изданий (итал. Unione Stampa Sportiva Italiana, USSI) и Объединением спортивных журналистов Ломбардии (итал. Gruppo Lombardo Giornalisti Sportivi, G.L.G.S.) для популяризации принципов fair play. Вручение награды приурочено к проведению ежегодного юношеского футбольного турнира — мемориала Гаэтано Ширеа.
Традиционно в номинацию включались только итальянские игроки, однако в 2010 году было принято решение о возможности вручения приза иностранцам, играющим в Серии А не менее 10 лет. Первым иностранцем, получившим премию, стал аргентинец Хавьер Санетти, c 1995 года (15 лет на момент вручения) выступающий за миланский «Интернационале» и с 1999 года носящий его капитанскую повязку.

## Лауреаты
| Год  | Футболист             | Клуб             |
| ---- | --------------------- | ---------------- |
| 1992 | Джузеппе Барези       | «Интернационале» |
| 1993 | Стефано Таккони       | «Дженоа»         |
| 1994 | Франко Барези         | «Милан»          |
| 1995 | Пьетро Верховод       | «Сампдория»      |
| 1996 | Мауро Тассотти        | «Милан»          |
| 1997 | Джузеппе Бергоми      | «Интернационале» |
| 1998 | Роберто Донадони      | «Милан»          |
| 1999 | Микеланджело Рампулла | «Ювентус»        |
| 2000 | Алессандро Костакурта | «Милан»          |
| 2001 | Роберто Баджо         | «Брешиа»         |
| 2002 | Паоло Мальдини        | «Милан»          |
| 2003 | Чиро Феррара          | «Ювентус»        |
| 2004 | Джузеппе Синьори      | «Болонья»        |
| 2005 | Джанфранко Дзола      | «Кальяри»        |
| 2006 | Джанлука Пессотто     | «Ювентус»        |
| 2007 | Филиппо Индзаги       | «Милан»          |
| 2008 | Алессандро Дель Пьеро | «Ювентус»        |
| 2009 | Кристиано Дони        | «Аталанта»       |
| 2010 | Хавьер Санетти        | «Интернационале» |
| 2011 | Антонио Ди Натале     | «Удинезе»        |
| 2012 | Дженнаро Гаттузо      | «Милан»          |
| 2013 | Андреа Пирло          | «Ювентус»        |
| 2014 | Франческо Тотти       | «Рома»           |
| 2015 | Лука Тони             | «Эллас Верона»   |
| 2016 | Джанлуиджи Буффон     | «Ювентус»        |
| 2017 | Андреа Бардзальи      | «Ювентус»        |
| 2018 | Фабио Квальярелла     | «Сампдория»      |
| 2019 | Джорджо Кьеллини      | «Ювентус»        |
| 2020 | Андреа Белотти        | «Торино»         |
| 2021 | Симон Кьер            | «Милан»          |